# Llista de l'art rupestre de l'arc mediterrani a Catalunya
Llista dels jaciments de Catalunya inclosos per la UNESCO en l'art rupestre de l'arc mediterrani de la península Ibèrica declarat Patrimoni de la Humanitat.
Els estils rupestres dominants són el naturalista, o art llevantí, i l'art esquemàtic. Tots els jaciments estan declarats béns culturals d'interès nacional i se n'indica el seu codi així com el número d'identificació com a Patrimoni de la Humanitat.
| Monument                                                                                   | Protecció  | Estil/època                                                                                            | Localització                                                                                                 | Coordenades                                          | Codi?             | Imatge |
| ------------------------------------------------------------------------------------------ | ---------- | --- | --- | ---------------------------------------------------- | ----------------- | --- |
| Pedra de les Orenetes                                                                      | PH 874-001 | Naturalista i esquemàtic 32 figures: serpentiformes, femenines, antropomorfes, quadrúpedes, ramiformes | La Roca del Vallès Camí de Céllecs                                                                           | 41° 34′ 00″ N, 2° 19′ 28″ E / 41.566718°N,2.324458°E | RI-55-0000326     | Pedra de les Orenetes (la Roca del Vallès) · Vegeu més fotos d'aquest monument · Carregueu una nova foto d'aquest monument |
| Roca Roja                                                                                  | PH 874-002 | Naturalista i esquemàtic 9 figures: cérvol, boc                                                        | La Llacuna Clot de la Cova                                                                                   | 41° 27′ 53″ N, 1° 29′ 13″ E / 41.464726°N,1.486946°E | RI-55-0000329     | Carregueu una nova foto d'aquest monument                                                                                  |
| Cova dels Segarulls, cova de les Pintures o cova del Fondal de la Seguera                  | PH 874-003 | Esquemàtic 22 figures: arquers                                                                         | Olèrdola Damunt del camí del Fondo de la Seguera                                                             | 41° 18′ 51″ N, 1° 42′ 54″ E / 41.314233°N,1.714982°E | RI-55-0000328     | Cova dels Segarulls (Olèrdola) · Vegeu més fotos d'aquest monument · Carregueu una nova foto d'aquest monument             |
| Abric de Can Castellví                                                                     | PH 874-004 | Esquemàtic 26 figures: quadrúpedes, traços, punts                                                      | Olèrdola Prop de Can Castellví, a la cinglera nord del Fondo de la Seguera                                   | 41° 18′ 21″ N, 1° 42′ 00″ E / 41.305750°N,1.699955°E | RI-55-0000325     | Abric de Can Castellví (Olèrdola) · Vegeu més fotos d'aquest monument · Carregueu una nova foto d'aquest monument          |
| Abric de Can Ximet                                                                         | PH 874-005 | Esquemàtic 3 figures: creus                                                                            | Olèrdola Al nord-oest de les ruïnes d'Olèrdola i a la dreta de Can Castellví                                 | 41° 18′ 18″ N, 1° 42′ 05″ E / 41.305092°N,1.701485°E | RI-55-0000327     | Carregueu una nova foto d'aquest monument                                                                                  |
| Abric de la vall de l'Ingla                                                                | PH 874-006 | Altres 12 figures: punctiformes, barres, semicercle                                                    | Bellver de Cerdanya Vall de l'Ingla                                                                          | 42° 19′ 41″ N, 1° 46′ 50″ E / 42.328151°N,1.780421°E | RI-55-0000313     | Carregueu una nova foto d'aquest monument                                                                                  |
| Roc del Rumbau, o Roca dels Moros                                                          | PH 874-007 | Esquemàtic 6 figures: cercles, anells                                                                  | Peramola | 42° 04′ 43″ N, 1° 17′ 19″ E / 42.078666°N,1.288608°E | RI-55-0000308     | Roc del Rumbau (Peramola) · Modifica el valor a Wikidata · Carregueu una nova foto d'aquest monument                       |
| Balma de les Ovelles                                                                       | PH 874-008 | Esquemàtic 11 figures: antropomorfes, fletxes, traços                                                  | Tremp Cingle del Sanat, serra de Sant Gervàs                                                                 | 42° 19′ 14″ N, 0° 47′ 32″ E / 42.320692°N,0.792292°E | RI-55-0000546     | Carregueu una nova foto d'aquest monument                                                                                  |
| Cova del Cogulló, Balma del Cogulló                                                        | PH 874-009 | Esquemàtic 3 figures: pectiniforme                                                                     | Vilanova de Meià El Cogulló                                                                                  | 41° 59′ 53″ N, 1° 02′ 21″ E / 41.998135°N,1.039127°E | RI-55-0000309     | Carregueu una nova foto d'aquest monument                                                                                  |
| Les Aparets I, II, III i IV, Coves de lo Tallat de les Aparets, Coves de la Coma de la Meu | PH 874-010 | Esquemàtic 18 figures: ramiformes, antropomorfes                                                       | Alòs de Balaguer Les Aparets, serra Mosquera                                                                 | 41° 54′ 40″ N, 0° 59′ 31″ E / 41.911173°N,0.992047°E | RI-55-0000304     | Les Aparets (Alòs de Balaguer) · Vegeu més fotos d'aquest monument · Carregueu una nova foto d'aquest monument             |
| Antona I, II i III, Coves d'Antona                                                         | PH 874-011 | Esquemàtic 34 figures: anells, ramiformes, alteriformes, pectiniforme, quadrúpedes, antropomorf        | Artesa de Segre Muntanya d'Antona                                                                            | 41° 53′ 38″ N, 1° 00′ 51″ E / 41.89402°N,1.014193°E  | RI-55-0000315     | Carregueu una nova foto d'aquest monument                                                                                  |
| Balma del Pantà                                                                            | PH 874-012 | Esquemàtic 1 figura: restes                                                                            | Camarasa Rendisclera de la Maçana                                                                            | 41° 54′ 44″ N, 0° 52′ 53″ E / 41.912345°N,0.881385°E | RI-55-0000307     | Carregueu una nova foto d'aquest monument                                                                                  |
| Cova del Tabac, o Cova del Tabaco                                                          | PH 874-013 | Esquemàtic 12 figures: antropomorf, quadrúpede, estel·liforme                                          | Camarasa La Feixa                                                                                            | 41° 54′ 00″ N, 0° 52′ 36″ E / 41.899966°N,0.876756°E | RI-55-0000312     | Cova del Tabac (Camarasa) · Vegeu més fotos d'aquest monument · Carregueu una nova foto d'aquest monument                  |
| Balma dels Vilars, Cova dels Vilasos, Cova dels Vilars                                     | PH 874-014 | Naturalista i esquemàtic 29 figures: representacions humanes, quadrúpedes, cérvola, traços             | Os de Balaguer Barranc dels Vilars                                                                           | 41° 52′ 21″ N, 0° 42′ 38″ E / 41.872385°N,0.710686°E | RI-55-0000303     | Balma dels Vilars (Os de Balaguer) · Vegeu més fotos d'aquest monument · Carregueu una nova foto d'aquest monument         |
| Pintures rupestres d'Alfés                                                                 | PH 874-015 | Naturalista 3 figures: caprins i restes                                                                | Alfés | 41° 30′ 58″ N, 0° 39′ 19″ E / 41.516133°N,0.655155°E | RI-55-0000305     | Carregueu una nova foto d'aquest monument                                                                                  |
| Les Roques Guàrdies II                                                                     | PH 874-016 | Altres 5 figures: barres, traços                                                                       | Les Borges Blanques Les Roques Guàrdies                                                                      | 41° 29′ 48″ N, 0° 50′ 52″ E / 41.496772°N,0.847802°E | RI-55-0000314     | Carregueu una nova foto d'aquest monument                                                                                  |
| La Vall de la Coma, Font del Comellar                                                      | PH 874-017 | Esquemàtic 10 figures: ramiformes, antropomorfes, quadrúpedes, representacions humanes                 | L'Albi | 41° 27′ 08″ N, 0° 55′ 55″ E / 41.452119°N,0.931835°E | RI-55-0000306     | Carregueu una nova foto d'aquest monument                                                                                  |
| Balma dels Punts / L'Albi II                                                               | PH 874-018 | Naturalista i esquemàtic 11 figures: cérvol, caprí, punts                                              | L'Albi Terròs del Sinyor                                                                                     | 41° 26′ 53″ N, 0° 54′ 23″ E / 41.448031°N,0.906467°E | RI-55-0000530     | Carregueu una nova foto d'aquest monument                                                                                  |
| Abric del barranc de Sant Jaume                                                            | PH 874-019 | Esquemàtic 8 figures: bitriangulars, radials                                                           | La Granja d'Escarp                                                                                           | 41° 24′ 23″ N, 0° 20′ 30″ E / 41.406255°N,0.341781°E | RI-55-0000311     | Carregueu una nova foto d'aquest monument                                                                                  |
| Abric del barranc de Canà, o Abric de la Mina Federica                                     | PH 874-020 | Esquemàtic 3 figures: geomètriques indeterminades, quadrúpede                                          | La Granja d'Escarp Barranc de la vall de Canà                                                                | 41° 23′ 53″ N, 0° 19′ 55″ E / 41.398080°N,0.331816°E | RI-55-0000310     | Carregueu una nova foto d'aquest monument                                                                                  |
| La Roca dels Moros, Coves del Cogul                                                        | PH 874-021 | Naturalista i esquemàtic 42 figures: escena de caça, dansa ritual                                      | El Cogul | 41° 27′ 53″ N, 0° 41′ 50″ E / 41.464786°N,0.6971°E   | RI-55-0000528     | La Roca dels Moros (el Cogul) · Vegeu més fotos d'aquest monument · Carregueu una nova foto d'aquest monument              |
| El Portell de les Lletres                                                                  | PH 874-022 | Esquemàtic 18 figures: cercles, semicercles radiats, antropomorfs                                      | Montblanc Barranc del Llort                                                                                  | 41° 21′ 11″ N, 1° 06′ 43″ E / 41.353019°N,1.111998°E | RI-55-0000342     | El Portell de les Lletres (Montblanc) · Carregueu una nova foto d'aquest monument                                          |
| Mas d'en Llort                                                                             | PH 874-023 | Naturalista i esquemàtic 10 figures: arquers, cérvola, caprins                                         | Montblanc Barranc del Llort                                                                                  | 41° 21′ 11″ N, 1° 06′ 43″ E / 41.352933°N,1.111954°E | RI-55-0000341     | Carregueu una nova foto d'aquest monument                                                                                  |
| Mas d'en Ramon d'en Bessó                                                                  | PH 874-024 | Naturalista i esquemàtic 15 figures: arquers, bòvids, cruciformes, traços                              | Montblanc Barranc del Llort, prop de l'antic mas d'en Ramon d'en Bessó                                       | 41° 21′ 13″ N, 1° 06′ 20″ E / 41.353652°N,1.105663°E | RI-55-0000343     | Mas d'en Ramon d'en Bessó (Montblanc) · Carregueu una nova foto d'aquest monument                                          |
| Abric de la Baridana I, Cova del Botó                                                      | PH 874-025 | Esquemàtic 2 figures: triangular antropomorf, indeterminat                                             | Montblanc Barranc del Pirro o de la Baridana                                                                 | 41° 20′ 06″ N, 1° 05′ 39″ E / 41.335125°N,1.094180°E | RI-55-0000331     | Carregueu una nova foto d'aquest monument                                                                                  |
| Abric de la Baridana II                                                                    | PH 874-026 | Esquemàtic 1 figura: cercle                                                                            | Montblanc Barranc del Pirro o de la Baridana                                                                 | 41° 20′ 06″ N, 1° 05′ 38″ E / 41.334967°N,1.093750°E | RI-55-0000332     | Carregueu una nova foto d'aquest monument                                                                                  |
| Mas d'en Carles                                                                            | PH 874-027 | Esquemàtic 16 figures: oculats, antropomorfes, cercles, digitacions, traços                            | Montblanc Cingles de Mas d'en Gran, barranc del Pirro                                                        | 41° 19′ 53″ N, 1° 06′ 03″ E / 41.331341°N,1.100951°E | RI-55-0000339     | Carregueu una nova foto d'aquest monument                                                                                  |
| Mas del Gran                                                                               | PH 874-028 | Esquemàtic 17 figures: quadrúpedes, cérvol, caprí, figures humanes, traços                             | Montblanc Barranc del Pirro                                                                                  | 41° 19′ 46″ N, 1° 06′ 08″ E / 41.329526°N,1.102195°E | RI-55-0000340     | Carregueu una nova foto d'aquest monument                                                                                  |
| Britus I, Mas d'en Britus I                                                                | PH 874-029 | Esquemàtic 8 figures: triangulars, indeterminades                                                      | Montblanc Barranc del Pirro, prop de l'antic Mas d'en Britus                                                 | 41° 19′ 21″ N, 1° 06′ 25″ E / 41.322558°N,1.107079°E | RI-55-0000336     | Carregueu una nova foto d'aquest monument                                                                                  |
| Britus II, Mas d'en Britus II                                                              | PH 874-030 | Esquemàtic 4 figures: antropomorfes, indeterminades                                                    | Montblanc Marge esquerre del barranc del Pirro                                                               | 41° 19′ 25″ N, 1° 06′ 24″ E / 41.323745°N,1.106789°E | RI-55-0000337     | Carregueu una nova foto d'aquest monument                                                                                  |
| Cova de les Creus                                                                          | PH 874-031 | Esquemàtic 5 figures: antropomorfes, ancoriforme, digitacions                                          | Montblanc Barranc de les Escometes                                                                           | 41° 19′ 26″ N, 1° 05′ 46″ E / 41.323943°N,1.096142°E | RI-55-0000338     | Carregueu una nova foto d'aquest monument                                                                                  |
| Abric de Gallicant                                                                         | PH 874-032 | Esquemàtic 18 figures: antropomorfes, digitacions                                                      | Cornudella de Montsant                                                                                       | 41° 15′ 31″ N, 0° 57′ 19″ E / 41.258692°N,0.955187°E | RI-55-0000330     | Carregueu una nova foto d'aquest monument                                                                                  |
| Abrics de l'Apotecari                                                                      | PH 874-033 | Naturalista i esquemàtic 8 figures: cérvols, animals indeterminats, barres                             | Tarragona Camí del Mas d'en Cosidor                                                                          | 41° 09′ 07″ N, 1° 20′ 01″ E / 41.15181°N,1.33353°E   | RI-55-0000531     | Abrics de l'Apotecari (Tarragona) · Vegeu més fotos d'aquest monument · Carregueu una nova foto d'aquest monument          |
| Cova de l'Escoda                                                                           | PH 874-034 | Naturalista i esquemàtic 4 figures: arquer, cérvola                                                    | Vandellòs i l'Hospitalet de l'Infant Al costat del camí dels Taixos, partida de la Cova de l'Escoda          | 40° 59′ 29″ N, 0° 48′ 16″ E / 40.991394°N,0.804312°E | RI-55-0000334     | Carregueu una nova foto d'aquest monument                                                                                  |
| Balma d'en Roc                                                                             | PH 874-035 | Naturalista 1 figura: caprí                                                                            | Vandellòs i l'Hospitalet de l'Infant Racó d'en Perdigó                                                       | 40° 59′ 44″ N, 0° 48′ 16″ E / 40.995690°N,0.804306°E | RI-55-0000335     | Carregueu una nova foto d'aquest monument                                                                                  |
| Cova del Racó d'en Perdigó                                                                 | PH 874-036 | Naturalista 7 figures: arquers                                                                         | Vandellòs i l'Hospitalet de l'Infant Al costat del barranc de Vilaplana, en la partida del racó d'en Perdigó | 40° 59′ 38″ N, 0° 48′ 17″ E / 40.993869°N,0.804649°E | RI-55-0000333     | Carregueu una nova foto d'aquest monument                                                                                  |
| Abric de la serra de la Mussara                                                            | PH 874-037 | Esquemàtic 24 figures: humanes, quadrúpedes, estel·liforme, radiat, traços                             | Vilaplana Cingle de les Campanilles, sota el despoblat de la Mussara                                         | 41° 14′ 50″ N, 1° 01′ 41″ E / 41.247145°N,1.028146°E | RI-55-0000532     | Carregueu una nova foto d'aquest monument                                                                                  |
| Cova de Cabra Feixet                                                                       | PH 874-038 | Naturalista 13 figures: caprins, arquers, cérvoles                                                     | El Perelló Massís de Cabra Feixet                                                                            | 40° 53′ 20″ N, 0° 39′ 18″ E / 40.888777°N,0.655067°E | RI-55-0000533     | Cova de Cabra Feixet (el Perelló) · Carregueu una nova foto d'aquest monument                                              |
| Cova de les Calobres                                                                       | PH 874-039 | Esquemàtic 8 figures: humanes, cercles                                                                 | El Perelló Barranc de les Calobres                                                                           | 40° 53′ 14″ N, 0° 39′ 49″ E / 40.887266°N,0.663503°E | RI-55-0000547     | Carregueu una nova foto d'aquest monument                                                                                  |
| Cova del Ramat, o Cova del Remat                                                           | PH 874-040 | Naturalista 11 figures: caprins                                                                        | Tivissa Barranc de la Font Vilella                                                                           | 41° 00′ 55″ N, 0° 41′ 56″ E / 41.015243°N,0.698832°E | RI-55-0000534     | Carregueu una nova foto d'aquest monument                                                                                  |
| Cova del Cingle                                                                            | PH 874-041 | Naturalista 1 figura: arquer                                                                           | Tivissa A 3,5 km al sud-oest del terme de Tivissa                                                            | 41° 00′ 52″ N, 0° 42′ 01″ E / 41.014546°N,0.700353°E | RI-55-0000535     | Carregueu una nova foto d'aquest monument                                                                                  |
| Cova del Pi, o Cova de la Font                                                             | PH 874-042 | Esquemàtic 22 figures: humanes, quadrúpedes, traços                                                    | Tivissa Barranc de la Font Vilella                                                                           | 41° 00′ 59″ N, 0° 41′ 58″ E / 41.016374°N,0.699523°E | RI-55-0000536     | Carregueu una nova foto d'aquest monument                                                                                  |
| Cova del Taller                                                                            | PH 874-043 | Naturalista 12 figures: cérvols, arquers                                                               | Tivissa Serra del Mar                                                                                        | 40° 56′ 29″ N, 0° 46′ 49″ E / 40.941477°N,0.780165°E | RI-55-0000537     | Carregueu una nova foto d'aquest monument                                                                                  |
| Prop de la Cova Pintada                                                                    | PH 874-044 | Esquemàtic 1 figura: trisquela                                                                         | Alfara de Carles                                                                                             | 40° 50′ 32″ N, 0° 20′ 24″ E / 40.842199°N,0.339971°E | RI-55-0000538     | Carregueu una nova foto d'aquest monument                                                                                  |
| Abric dels Masets                                                                          | PH 874-045 | Naturalista 5 figures: arquers                                                                         | Freginals Prop de la cinglera de la Pietat                                                                   | 40° 40′ 24″ N, 0° 30′ 05″ E / 40.673217°N,0.501481°E | RI-55-0000539     | Carregueu una nova foto d'aquest monument                                                                                  |
| Abric de les Llibreres                                                                     | PH 874-046 | Naturalista 12 figures: cérvols, cabres                                                                | Freginals Prop de la cinglera de la Pietat                                                                   | 40° 39′ 48″ N, 0° 29′ 42″ E / 40.663433°N,0.494924°E | RI-55-0000540     | Carregueu una nova foto d'aquest monument                                                                                  |
| Abric d'Esquarterades I                                                                    | PH 874-047 | Naturalista 9 figures: quadrúpedes, restes de representacions humanes                                  | Ulldecona Partida de les Esquarterades, serra de la Pietat                                                   | 40° 38′ 07″ N, 0° 28′ 28″ E / 40.635262°N,0.474512°E | RI-55-0000541     | Carregueu una nova foto d'aquest monument                                                                                  |
| Abric d'Esquarterades II                                                                   | PH 874-048 | Naturalista 1 figura: quadrúpede indeterminat                                                          | Ulldecona Partida de les Esquarterades, serra de la Pietat                                                   | 40° 38′ 08″ N, 0° 28′ 32″ E / 40.635594°N,0.475568°E | RI-55-0000542     | Carregueu una nova foto d'aquest monument                                                                                  |
| Abrics d'Ermites I                                                                         | PH 874-049 | Naturalista 170 figures: escenes de caça, arquers, cérvols, quadrúpedes                                | Ulldecona Partida d'Ermites, serra de la Pietat                                                              | 40° 37′ 55″ N, 0° 27′ 56″ E / 40.631947°N,0.465449°E | RI-55-0000543-001 | Abrics d'Ermites I (Ulldecona) · Vegeu més fotos d'aquest monument · Carregueu una nova foto d'aquest monument             |
| Abrics d'Ermites II                                                                        | PH 874-050 | Naturalista i esquemàtic 25 figures: escena de caça, arquers, animals indeterminats                    | Ulldecona Partida d'Ermites, serra de la Pietat                                                              | 40° 37′ 57″ N, 0° 27′ 56″ E / 40.632461°N,0.465692°E | RI-55-0000543-002 | Carregueu una nova foto d'aquest monument                                                                                  |
| Abrics d'Ermites IIIa                                                                      | PH 874-051 | Naturalista i esquemàtic 36 figures: escena de caça, arquers, cabres, cérvols                          | Ulldecona Partida d'Ermites, serra de la Pietat                                                              | 40° 37′ 57″ N, 0° 27′ 57″ E / 40.632524°N,0.465795°E | RI-55-0000543-003 | Carregueu una nova foto d'aquest monument                                                                                  |
| Abrics d'Ermites IIIb                                                                      | PH 874-052 | Naturalista i esquemàtic 11 figures: arquers                                                           | Ulldecona Partida d'Ermites, serra de la Pietat                                                              | 40° 37′ 57″ N, 0° 27′ 59″ E / 40.632549°N,0.466345°E | RI-55-0000543-004 | Carregueu una nova foto d'aquest monument                                                                                  |
| Abrics d'Ermites IV o Cova Fosca                                                           | PH 874-053 | Naturalista i esquemàtic 47 figures: punts, caprins, quadrúpedes, caní                                 | Ulldecona Partida d'Ermites, serra de la Pietat                                                              | 40° 37′ 57″ N, 0° 28′ 00″ E / 40.632622°N,0.466600°E | RI-55-0000543-005 | Abrics d'Ermites IV (Ulldecona) · Vegeu més fotos d'aquest monument · Carregueu una nova foto d'aquest monument            |
| Abrics d'Ermites V                                                                         | PH 874-054 | Naturalista 66 figures: arquers, equins, caprins, cèrvids                                              | Ulldecona Partida d'Ermites, serra de la Pietat                                                              | 40° 37′ 57″ N, 0° 28′ 01″ E / 40.632566°N,0.466890°E | RI-55-0000543-006 | Carregueu una nova foto d'aquest monument                                                                                  |
| Abrics d'Ermites V exterior                                                                | PH 874-055 | Naturalista 9 figures: arquers                                                                         | Ulldecona Partida d'Ermites, serra de la Pietat                                                              | 40° 37′ 57″ N, 0° 28′ 01″ E / 40.632566°N,0.466890°E | RI-55-0000543-007 | Carregueu una nova foto d'aquest monument                                                                                  |
| Abrics d'Ermites VI                                                                        | PH 874-056 | Naturalista 7 figures: arquers amb utillatge                                                           | Ulldecona Partida d'Ermites, serra de la Pietat                                                              | 40° 37′ 57″ N, 0° 28′ 03″ E / 40.632414°N,0.467419°E | RI-55-0000543-008 | Carregueu una nova foto d'aquest monument                                                                                  |
| Abrics d'Ermites VII                                                                       | PH 874-057 | Naturalista 9 figures: arquers, animal indeterminat                                                    | Ulldecona Partida d'Ermites, serra de la Pietat                                                              | 40° 37′ 57″ N, 0° 28′ 03″ E / 40.632439°N,0.467566°E | RI-55-0000543-009 | Carregueu una nova foto d'aquest monument                                                                                  |
| Abrics d'Ermites VIII                                                                      | PH 874-058 | Naturalista 38 figures: arquers amb utillatge, caprins, cèrvids, quadrúpedes                           | Ulldecona Partida d'Ermites, serra de la Pietat                                                              | 40° 37′ 58″ N, 0° 28′ 04″ E / 40.632641°N,0.467778°E | RI-55-0000543-010 | Abrics d'Ermites VIII (Ulldecona) · Carregueu una nova foto d'aquest monument                                              |
| Abrics d'Ermites IX                                                                        | PH 874-059 | Naturalista 13 figures: arquers, traços                                                                | Ulldecona Partida d'Ermites, serra de la Pietat                                                              | 40° 37′ 58″ N, 0° 28′ 05″ E / 40.632781°N,0.467932°E | RI-55-0000543-011 | Carregueu una nova foto d'aquest monument                                                                                  |
| Cova de Vallmajor                                                                          | PH 874-060 | Naturalista 17 figures: quadrúpedes, traços                                                            | Albinyana Sobre el torrent de Vallmajor                                                                      | 41° 14′ 17″ N, 1° 28′ 30″ E / 41.238054°N,1.474989°E | RI-55-0000501     | Carregueu una nova foto d'aquest monument                                                                                  |